# Ultramaratona de 6 dias
A Ultramaratona de 6 dias tornou-se uma distância padrão na década de 1870 e foi uma forma popular de entretenimento, em 1877 chegou a ter até 70.000 visitantes pagantes, para assistir e torcer para os Pedestres durante a disputa.

## História
Edward Payson Weston em 1867 andou de Portland, Maine até Chicago, Illinois em 26 dias, a uma distância de 2.134 quilômetros (1.326 milhas), o que lhe valeu $10,000 e fama nacional. Em 1874 Weston caminhou sua primeira corrida de 6 dias e foi desafiado por Daniel O'Leary, que completou 800 km (500 milhas) em 153 horas. A grande batalha teve lugar em Chicago em novembro 1875 com O'Leary saindo vitorioso com 810 km (503 milhas) e Weston terminando com 726 km (451 milhas). 

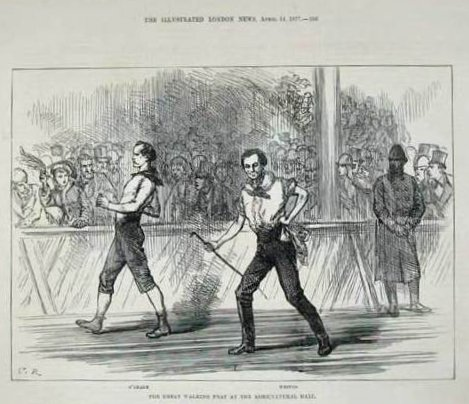
Edward Payson Weston (direita) e Daniel O'Leary disputando em 1877 no Salão Agrícola em Londres

 Em uma revanche em 1877 O'Leary foi vitorioso novamente e da emoção criou bastante interesse por Sir John Dugdale Astley, um Membro do Parlamento Britânico, para inaugurar uma serie de corridas de 6 dias para determinar o "Campeão de Longa Distância do Mundo". Estas tornaram-se conhecidas como as corridas "Astley Belt" e prêmios em dinheiro foram oferecidos. O'Leary venceu as duas primeiros corridas e foi impedido por Charles Rowell em sua busca pelo tricampeonato em uma sequência. Weston venceu a quarta, estabelecendo um recorde de 890 km (550 milhas) e Rowell venceu as três últimas corridas de vários dias para manter permanentemente com o Cinturão de Astley.

### O Campeonato do Mundo de 1879

#### Resultados
| P. | Atleta           | Nacionalidade  | Km      | Milhas    |
| -- | ---------------- | -------------- | ------- | --------- |
| 1  | George Guyon     | Canadá         | 772,890 | 480 e 1/4 |
| 2  | Frederick Krohne | Estados Unidos | 742     | 461       |
| 3  | John P. Colston  | Suécia         | 727,5   | 452 e 1/5 |
| 4  | Charles Faber    | Estados Unidos | 724,6   | 450 e 1/8 |
| 5  | Ben Curran       | Estados Unidos | 705,1   | 438 e 1/4 |
| 6  | Peter N. Campana | Estados Unidos | 645,8   | 401 e 1/3 |
| 7  | W.H. Davis       | Estados Unidos | 362,1   | 225       |

Resultados intermediários:

- 24 horas: Guyon 105 milhas; Faber 100; Byrne 95; Washington 93,5; Krohne 91; Campana 86; Colston 82; Curran 80; Urann 78; Kent 75; Forrester 67,5; Davis 60. Retirados:  Cotton (60) and Stark (52).
- 48 horas: Guyon 187 milhas; Faber 178; Krohne 172; Campana 165; Washington 161; Curran 159; Colston 150; Kent 142; Forrester 118; Davis 102. Retired: Byrne (104) and Urann.
- 72 horas: Guyon 267 milhas; Krohne 254; Faber 250; Campana 236; Colston 226; Curran 224; Washington 213; Kent 211; Davis 152
- 96 horas: Guyon 345 milhas; Krohne 335; Faber 314; Colston 300; Curran 296; Campana 292; Davis 188.

Em 1880, Fred Hitchborn estabeleceu um novo recorde de 909 km (565 milhas), ele ganhou $ 17.000 dólares, uma fortuna na época.
Entre 26 de novembro e 01 de dezembro de 1888, George Littlewood de Sheffield, na Inglaterra, criou um novo recorde mundial de 623 milhas 1.320 metros, um recorde mundial que não foi batido por 96 anos.
No início da década de 1890 as corridas de 6 dias estavam em declínio e não estavam mais atraindo o público ou oferecendo grandes prêmios.
Depois de quase um século Don Choi sediou uma corrida de 6 dias, em 1980, na Califórnia, a partir desse ano o interesse começou a crescer novamente. O britânico Mike Newton se tornou o primeiro homem a cobrir 800 km (500 milhas) em uma corrida de 6 dias do século XX em Nottingham, em novembro de 1981. Em 1982, Tom O'Reilly completou em 6 dias um total de 927 km (576 milhas). Em 1984 o famoso ultramaratonista grego Yiannis Kouros superou duas vezes a distância de 1.022 km (635 milhas) estabelecendo um novo recorde mundial que ficaria até 2005, quando ele quebrou seu próprio recorde novamente com 1.036 km (644 milhas) no "Cliff Young Australian 6-day race" em Colatina, Austrália.
A primeira corrida de 6 dias para mulheres ocorreu em 1879 e foi vencida por Bertha Von Berg com 599 km (372 milhas). O recorde mundial das mulheres foi quebrado pela australiana Dipali Cunningham em 1998, quando ela completou 811 km (504 milhas), no "Self-Transcendence 6- & 10-day Race" (também conhecida pelo nome de "Sri Chinmoy six-day race") em Ward's Island, em Nova York, em condições muito úmidas. Em 2001 Cunningham superou seu recorde completando 820 km (510 milhas) que é o atual recorde feminino para a corrida de 6 dias.

## Corridas de 6 dias da atualidade
- Across the Years (2014-2015[3])
- Adelaide 6 Day Race
- Antibes 6 Day Race
- Arizona 6 Day
- Athens 6 Day Race
- British Ultra Fest
- No Finish Line 6 Day
- Pantano 6 Day Race
- Self-Transcendence 6 day
- South Africa 6 Day Circuit
- Unixsport 6 Day International Ultramarathon Challenge

## Literatura
- Ultramarathoning: The Next Challenge, by Tom Osler and Ed Dodd
- Ultrarunning magazine
- Multiday Running Magazine
- King of the Peds, by P.S. Marshall